# فؤاد جرداق
فؤاد سجعان جرداق (12 ديسمبر 1912 - 2 سبتمبر 1965) شاعر وصحفي لبناني. يعد شاعرًا يساريًا وصحفيًا ساخرًا، وعمل معلمًا ومهندسًا زراعيًا أيضًا. أصدر عدة جرائد أسبوعية في عهد الانتداب الفرنسي ودخل السجن مرارًا بسبب معارضته. 

ولد في بلدة جديدة مرجعيون، وهو شقيق الأكبر لجورج جرداق. تلقى تعليمه الأولى في مدرستها الرسمية، ثم انتقل إلى دير المخلص ليصبح راهبًا، ولم تستمر فترة إقامته أكثر من عام، وبعد ذلك وجد نفسه غير مستعد ليصبح كاهنًا. فترك الدير متوجهًا إلى سوريا، وهناك التحق بمعهدها الزراعي وتخرج فيه محرزًا شهادة في الهندسة الزراعية. وبعده عمل موظفًا في وزارة الزراعة اللبنانية مدة، ثم تركها فعمل مدرسًا في مدارس عدة ودخل الصحافة. توفي في مسقط رأسه. له «المنعشات في مسارح الصهباء» 1933 وديوان «الهواجس» جمعه ابنه وسام ونشره سنة 1974.

## سيرته
ولد فؤاد بن سجعان بن سليمان بن نقولا بن جبور من آل جرداق في بلدة جديدة مرجعيون يوم 12 ديسمبر (كانون الأوَّل) 1912 ونشأ بها. والدته هي سبيها كريمة ذيب بن سرحان النمري، من جبال عجلون من أعمال شرق الأردن. هو شقيق جورج جرداق.

درس في مدارس بلدته، ثم انتقل إلى دير المخلّص قرب صيدا ليصبح راهبًا، لكنّه لم يستمر سوى عام واحد. سافر إلى سوريا سنة 1935 وانتسب إلى المدرسة الزراعية في مدينة السلمية وتخرّج بها. عاد إلى وطنه وعمل في وزارة الزراعة، ثم درّس في الجامعة الوطنية في عاليه، ثم عاد ليعمل في الزراعة مرّة أخرى في مدينة بعلبك، وراشيا الوادي ثم عاد ليدرّس مرة أخرى في كليّة مرجعيون الوطنية مادّة الأدب العربي.

وكان إلى جانب هذا التنقل كله يمارس العمل الصحفي، حيث كان رئيس تحرير لجريدة «النهضة المرجعيونية»، ومحرّرًا في جريدة «العجائب»، و«المرّيخ»، و«الخازوق»، وفي عدد من المجلات والصحف العربية في سوريا والعراق ولبنان وفلسطين. أصدر «الخازوق» في أيام الانتداب الفرنسي وكانت تستخدم التورية للتحريض بالفرنسيين. 

توفي في مسقط رأسه سنة يوم 2 سبتمبر (أيلول) 1965.

## حياته الشخصية
تزوج فؤاد جرداق مرّتين، ولم يوفّق لكن الثالثة استحالت. له من زوجته الأولى وهي وداد القرداحي المصرية ولدان، هما أحمد وسام وزينب وفاء، ولم يدم زواجهما إلا خمس سنوات. أما الزوجة الثانية فهي علياء أبي عاصي السورية من القنيطرة، وقد أنجبت له علي، مات رضيعًا. وهذا الزواج لم يدم إلا سنتين.

## شعره
لقّب بشاعر المرج. عاش حياة متنوعة من العمل والكفاح والسجن. في رأي شفيق البقاعي شعره كان نسيجًا من ذاته وفكره، وانعكاسًا لمرآة الواقع وعذابات الناس، كان ضمير زمنه، شاعرًا من طينة الأحرار، عايش تاريخ الجنوب والمحن التي مرّت عليه. «من ميزة الجرداق أيضًا ليس إخلاصه لكل ما يصبو إليه من تحقيق الأماني الكبار لشعبه؛ كان مرجل غضب عند إلقاء شعره، فيخيَّل للسامع أن جحفلًا يمشي خلف صوته الجهير الأجشّ، كأنّ وقعه رعدٌ يهدر، وبرقٌ يزمجر من شرار قوافيه النّارية الرنّانة!». ذكر في معجم البابطين عنه «تحرِّك شعره المناسبات فيأتي شعره صادق التعبير عنها وبخاصة في قصيدته (لولا الأمومة) و (علم الأرزة) حيث ينم على عواطف صادقة ولغة متوقدة.» 
تأثر شقيقه جورج جرداق به في توجيه منذ الطفولة. كتب غالب الناهي حوله «خليفة عمر الخيام: الفيلسوف الشاعر فؤاد جرداق» ونشره سنة 1949.

## مؤلفاته
- «المنعشات في مسارح الصهباء»، ديوان قصائده البواكير، 1933
- «الهواجس»، قصائد مختارة من أشعاره جمعها ابنه وسام، 1974
- «أدب العرب، 2002